# Видлица (село, Болгария)
Видлица (болг. Видлица) — село в Болгарии. Находится в Монтанской области, входит в общину Георги-Дамяново. Население составляет 117 человек.

## Политическая ситуация
Видлица подчиняется непосредственно общине и не имеет своего кмета.
Кмет (мэр) общины Георги-Дамяново — Дилян Станимиров Димитров (Граждане за европейское развитие Болгарии (ГЕРБ)) по результатам выборов.